# Thomas Markusson
Thomas Markusson (* 1978 in Sandviken) ist ein schwedischer Jazzmusiker (Kontrabass, Komposition).

## Leben und Wirken
Markusson begann im Alter von zehn Jahren Kontrabass zu lernen. Ab 1997 studierte er Jazz an der Universität für Bühne und Musik in Göteborg bei Anders Jormin. Seitdem hat er mit Musikern wie Rigmor Gustafsson, Nils Landgren, Jonas Knutsson, Chris Cheek, Phil Wilson oder Anders Persson gespielt, zunächst als Mitglied von Mess, mit der zwei Alben entstanden. Seit 2008 gehört er zum Trio des Pianisten Walter Lang, mit dem es auch zu Aufnahmen und Auftritten mit Lee Konitz kam. 2014 legte er mit dem Pianisten Daniel Karlsson das Album Duo vor. 2016 holte ihn Mikael Godée in sein Fusionquintett Corpo, mit dem das Album Solid entstand. Seit 2017 arbeitet er auch mit seinem eigenen Quartett Open. Weiterhin hat er auf Platten mit Henrik Mossberg, mit Stefan Forssén und Bands wie Midaircondo mitgewirkt. Auch komponierte er Musik fürs schwedische Radio.

## Diskographische Hinweise
- Thomas Markusson: Open (Footprints 2018, mit Naoko Sakata, Staffan Svensson, Cornelia Nilsson)[2]
- Walter Lang: Tens (Enja 2020, mit Magnus Öström)[3]